# エルピオ
株式会社エルピオ（英: LPIO Co.,Ltd.）は、千葉県市川市曽谷に本社を置く企業。千葉県・埼玉県・茨城県・栃木県・群馬県を拠点とする日本のガス会社。
LPガス事業から始まり、2020年11月からは都市ガス事業に参入。2023年6月より電力小売事業に再参入。ウォーターサーバー事業、ハウスクリーニング事業を展開。

## スローガン
～エネルギーと暮らしのその先へ～
ガスと共に生活に必要なライフラインを支える総合生活支援企業

## 主な事業
- プロパンガスの供給および各種ガス機器の販売
- 電力小売販売代理事業
- 都市ガス供給および各種ガス機器の販売
- ハウスクリーニング事業
- 天然水の販売
- 電気通信事業法の指定既定に基づく媒介等の業務

## 営業所・支社

### 関東中央支店
- 市川カスタマーセンター
- 八千代カスタマーセンター
- 野田カスタマーセンター

### 北関東支店
- 熊谷カスタマーセンター
- 前橋カスタマーセンター
- 宇都宮カスタマーセンター

### 東関東支店
- 成田カスタマーセンター
- 旭カスタマーセンター
- 茂原カスタマーセンター
- 市原カスタマーセンター
- 八街カスタマーセンター
- 大網カスタマーセンター
- 市原袖ヶ浦木更津カスタマーセンター
- いすみカスタマーセンター

### 茨城東支店
- 土浦カスタマーセンター
- 茨城西カスタマーセンター
- 鹿島カスタマーセンター
- 水戸カスタマーセンター
- 石岡カスタマーセンター

## 沿革
- 1965年4月 - 有限会社昭和燃料が設立
- 1981年8月 - 有限会社から株式会社昭和瓦斯実業へ社名を改称
- 1996年7月 - 自動検針システムを導入
- 1997年
  - 5月 - 株式会社ニチミガステクノステーションが設立される
  - 6月 - CAD積算システムを導入
  - 10月 - 本社ビルが完成
- 1998年9月 - 牛尾健が代表取締役へと就任
- 1999年
  - 10月- バルク供給を開始する
  - 11月- 自動検針で最新のPHS通信を導入
- 2000年
  - 1月 - 生活総合システムを導入
  - 11月 - 支店制から事業部制に変更
- 2001年2月 - 事業部制から本部制に変更
- 2005年12月 - セキュリティシステムPHSによる特小無線を導入
- 2014年11月 - 株式会社エルピオ（LPIO）に社名変更
- 2016年4月 - 小売電気事業者に登録する
- 2020年10月 - ガス小売事業者登録
- 2024年10月 - 牛尾紀子が代表取締役へと就任